# Себастьяно дель Пьомбо
Себастьяно Лучани (итал. Sebastiano Luciani, приблизительно 1485, Венеция — 21 июня 1547, Рим), более известный как Себастьяно дель Пьомбо (итал. Sebastiano del Piombo — «Свинцовый Себастьян») — итальянский живописец Высокого Возрождения, сочетавший колорит венецианской школы с монументальностью римской школы. Бо́льшую часть жизни творил в Риме по заказам римских пап и папской знати. После смерти своего соперника Рафаэля (1520) — крупнейший живописец Рима.

## Биография и творчество
Юный Себастьяно Лучани получил известность в Венеции как искусный лютнист. Художественное образование получил в мастерской Джованни Беллини. Ранние произведения Себастьяно не всегда просто отличить от произведений Тициана и Джорджоне, тем более что все трое сотрудничали (например, после смерти последнего Лучани завершил его картину «Три философа»).

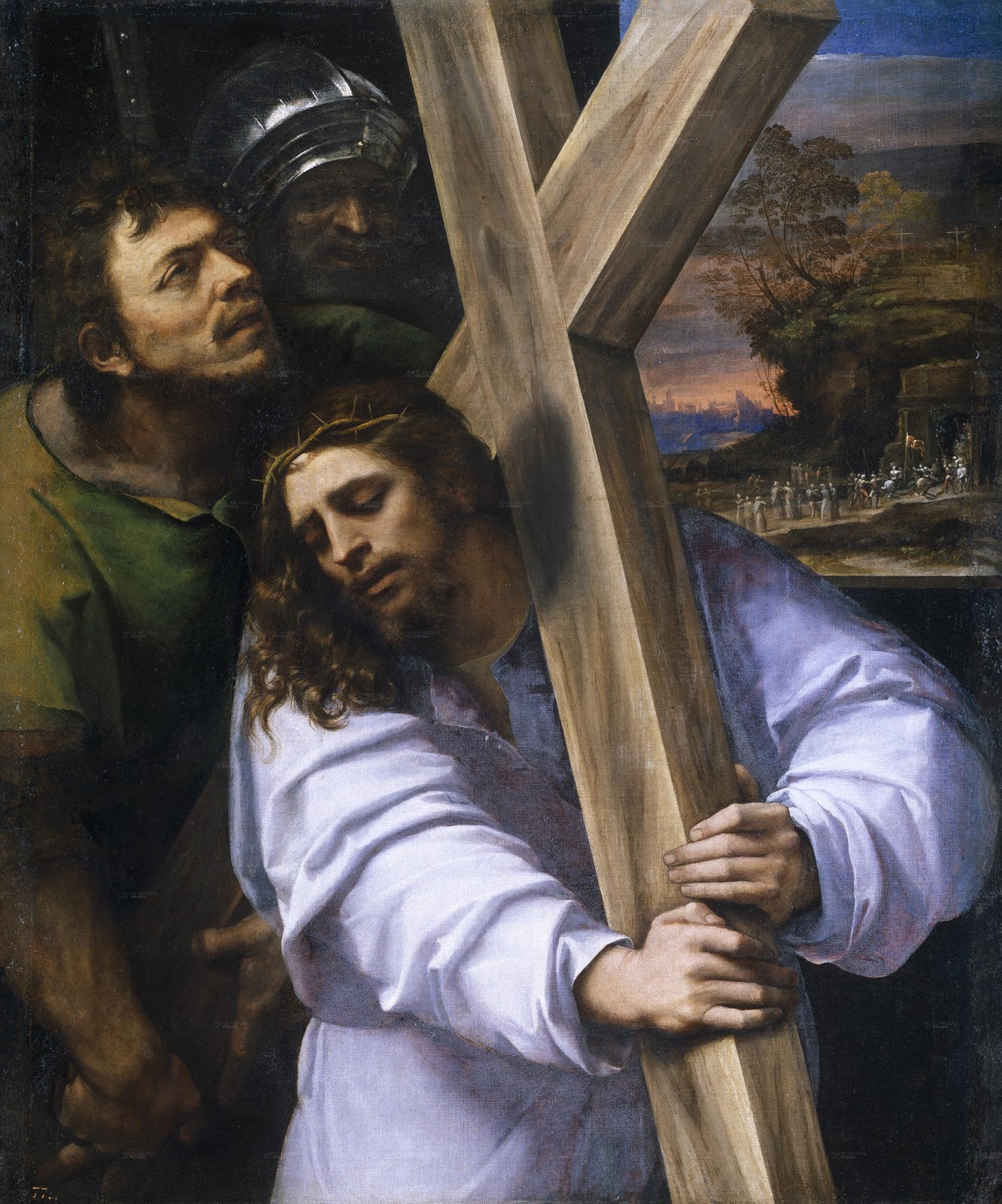
«Несение креста» — пример влияния сикстинских фресок Микеланджело

В 1511 году художник переехал в Рим, куда был приглашён банкиром Агостино Киджи для украшения живописью его виллы, известной теперь под названием Фарнезинской. Здесь были написаны им сцены из «Метаморфоз» Овидия и другие работы. Эти фрески не понравились заказчику, вследствие чего художник был отстранён от дальнейших работ.
Тем не менее Лучани остался в папской столице и сблизился с Рафаэлем. Его работы приобретают строгость, становятся более уравновешенными, но при этом не теряют венецианский колорит. Творчество Себастьяно пропагандировали его влиятельные друзья и покровители — такие, как Ариосто и кардинал Медичи. Особенно ценились его портреты современников (Христофор Колумб, папа Медичи, адмирал Дориа, Джулия Гонзага, Аретино и др.).
После 1515 года картины Себастьяно дель Пьомбо обретают драматическую окраску («Пьета», 1516-17; «Воскрешение Лазаря», 1517-19). Это связывают с влиянием Микеланджело, чьи наброски венецианец иногда использовал для создания своих полотен. Микеланджело убедил Себастьяно в способности на равных конкурировать с Рафаэлем. После смерти последнего венецианец стал основным получателем художественных заказов римского понтифика.
Второе, будапештское «Несение креста» и другие работы, созданные в период контрреформации, отличаются мрачной суровостью образного строя, свидетельствующей о кризисе художественных принципов Высокого Возрождения. Суровый лаконизм поздних работ Лучани вдохновлял новое поколение римских живописцев.

В 1527 году нашествие немецко-испанского войска на Рим заставило художника вернуться в Венецию, где он писал довольно мало. Вернувшись в Рим, получил от Климента VII в 1531 году доходную должность хранителя и прикладывателя свинцовых печатей к папским буллам и грамотам (отсюда его прозвище «дель Пьомбо»; il piombo = свинец) и по этому случаю принёс обет монашества. Фра Бастьяно (как теперь его называли) рассорился со своим кумиром Микеланджело по вопросу использования масляных красок для фрески «Страшный суд». Под конец своей жизни занимался почти исключительно портретами и упражнялся в стихосложении. Умер в Риме 21 июня 1547 года. 

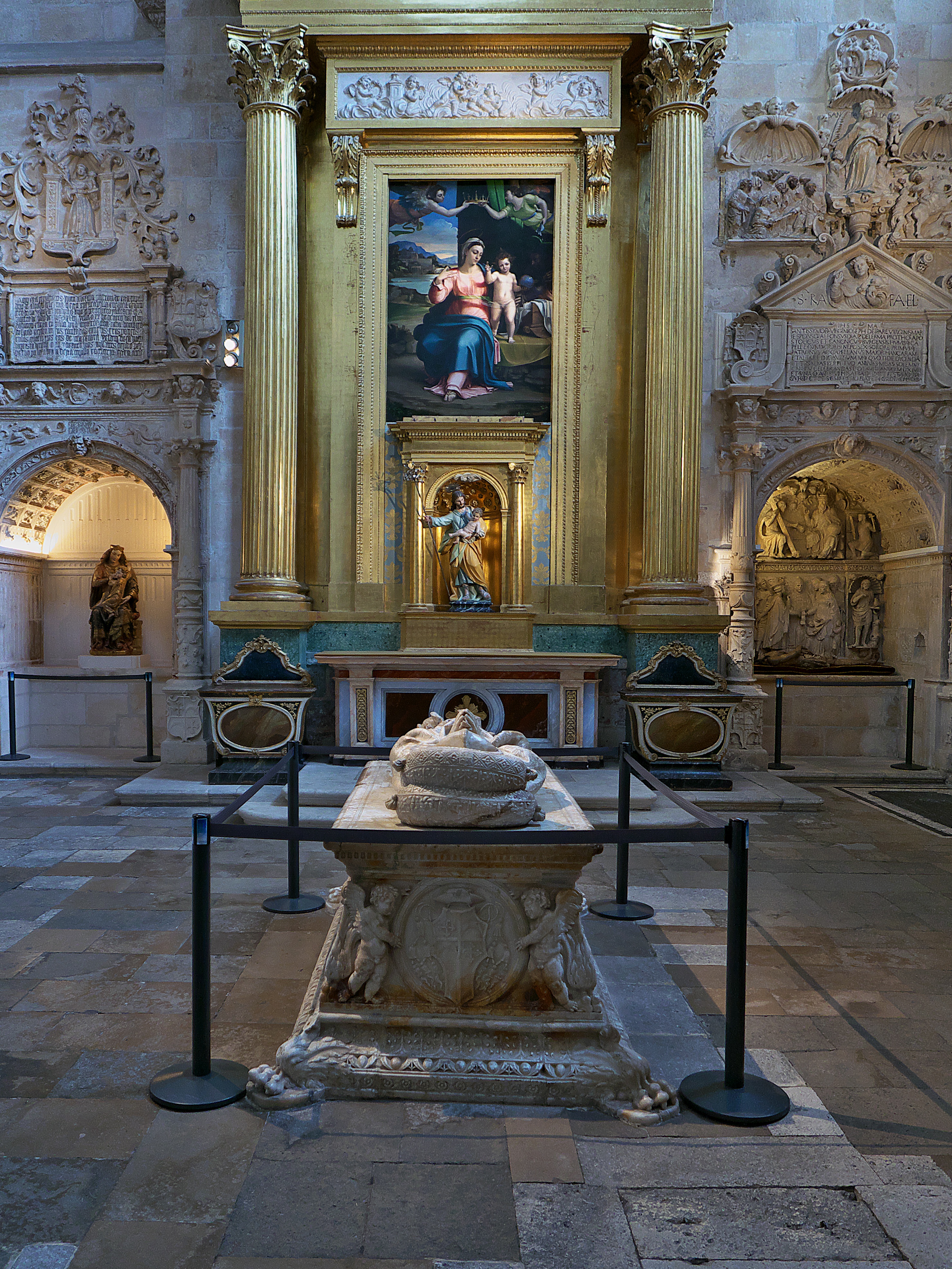
Алтарь одной из капелл Бургосского собора, созданный специально для обрамления «Мадонны» Лучани

## Культурные аллюзии
- У Владимира Набокова есть рассказ «Венецианка» (1924), главный герой которого оказывается «заперт» на полотне Себастьяно дель Пьомбо.